# Alligator (filme)
Alligator é um filme de terror de 1980, coescrito por John Sayles e Frank Ray Perilli, e dirigido por Lewis Teague.
O filme se baseia em uma lenda urbana muito difundida nas décadas de 1970 e 1980, de que os esgotos das grandes cidades dos Estados Unidos seriam infestados de jacarés-americanos que, comprados como animais de estimação, foram jogados nos vasos sanitários quando começaram a crescer. Essas histórias, baseadas em observações infrequentes, teriam começado na década de 30, quando realmente um jacaré foi encontrado, mas persistiram na maior parte do século XX, inclusive vez por outra, filmes procuram reavivá-las com ideias semelhantes, como "C.H.U.D" e "As Tartarugas Ninjas".
No filme, o enorme tamanho do jacaré-americano é explicado como resultado de experiências de uma empresa farmacêutica com hormônio em cães de rua, cujas carcaças eram despejadas no esgoto e comidas pelo Jacaré.
Foi feita a sequência desse filme intitulada Alligator II: The Mutation (1991).

## Sinopse
Uma adolescente chamada Marisa Kendall compra um bebê de jacaré-americano, durante férias com sua família na Flórida. Depois que a família volta para casa em Chicago, seu pai descobre e querendo se livrar do problema de criar um jacaré, joga o filhote na privada, não imaginando que o réptil se transformaria em um monstro gigantesco.

## Elenco
- Robert Forster.... David Madison
- Robin Riker.... Marisa Kendall
- Michael V. Gazzo.... Chief Clark
- Dean Jagger.... Slade
- Sydney Lassick.... Luke Gutchel
- Jack Carter.... Mayor
- Perry Lang.... Officer Jim Kelly
- Henry Silva....Col. Brock
- Bart Braverman.... Thomas Kemp
- John Lisbon Wood.... Mad Bomber
- James Ingersoll.... Arthur Helms
- Robert Doyle.... Bill Kendall
- Patti Jerome.... Mrs. Madeline Kendall
- Angel Tompkins.... Newswoman
- Sue Lyon.... ABC Newswoman
- Robert Hammond.... Wedding Guest (não creditado)